# Heilige Schar (1821)

Die Standarte der Heiligen Schar zeigte einen aufsteigenden Phönix im Zentrum, umgeben von den griechischen Worten «ἐκ τῆς κόνεος μου ἀναγεννώμενοι» („Aus meinem Staub wiedergeboren“).

Die Heilige Schar (1821) (griechisch Ἱερὸς Λόχος) war eine Militäreinheit, die im Zuge der Griechischen Revolution gegründet wurde.
Im Frühjahr 1821, zu Beginn des Griechischen Unabhängigkeitskrieges, schlossen sich in Odessa lebende Griechen zusammen und bildeten den Kern der "Heiligen Schar". Diese Gruppe kämpfte in der Moldau unter der Führung von Prinz Alexander Ypsilantis, einem Vertrauten Zar Alexanders I. und Spross einer phanariotischen Familie, für die Unabhängigkeit Griechenlands. Allerdings wurde dieser Feldzug schnell vom Osmanischen Reich niedergeschlagen und zudem vom Zaren offiziell verurteilt.

## Struktur
Die Heilige Schar bestand entweder aus 500 jungen Männern, „begeisterter griechischer Studenten“ oder „700 Mann, größtenteils junge Männer von ausländischen Universiten“, die zudem aus „ausgezeichneten Familien“ stammten. Die Truppe stand unter dem Kommando von Alexander Ypsilantis.

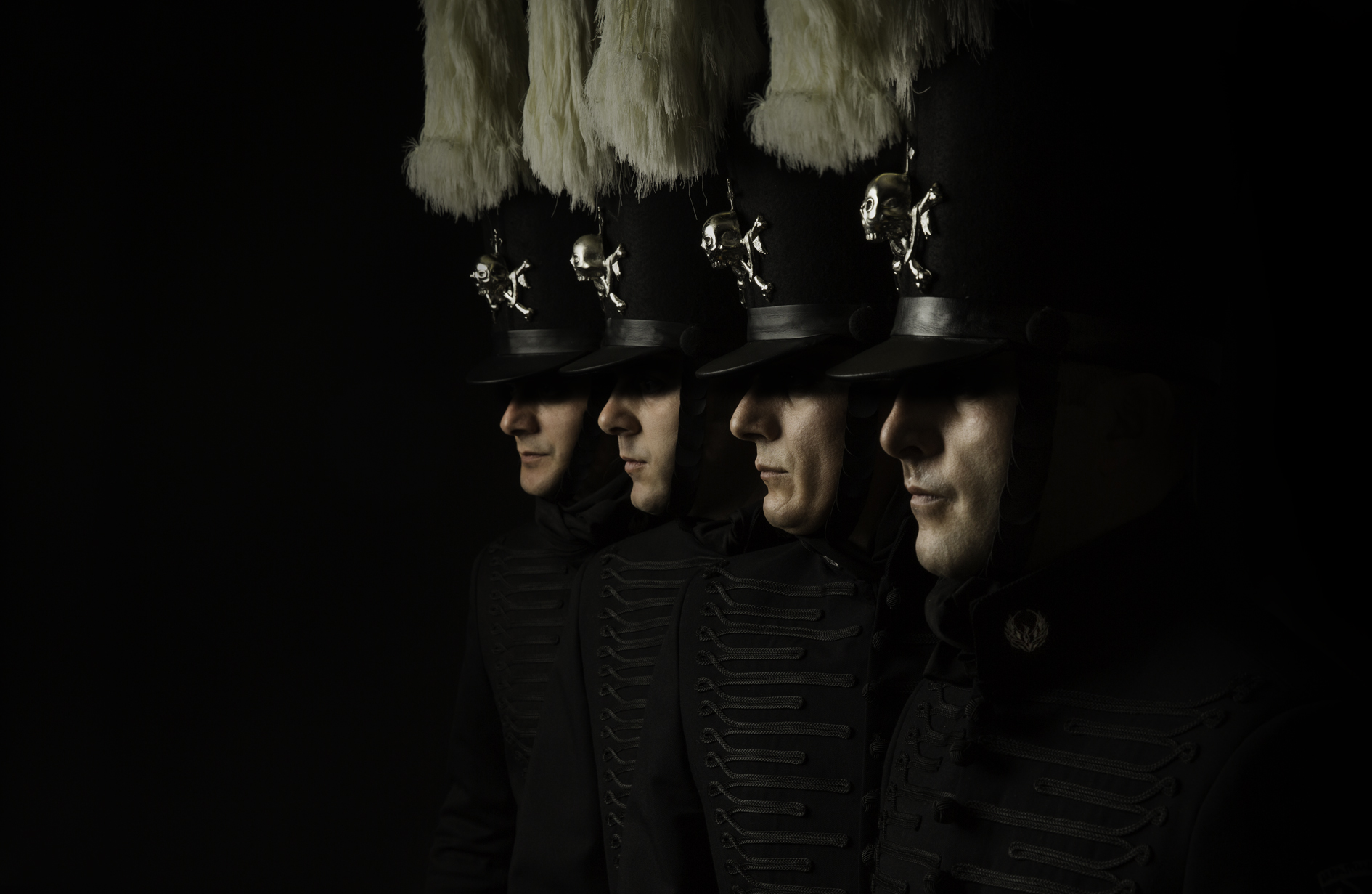
Nachbildung der Uniform der Heiligen Schar

Als erste strukturierte Formation der Griechischen Revolution zeichnete sich die Heilige Schar durch ihr reguläres Kampfkorps aus, das durch standardisierte Uniformierung, einheitliche Bewaffnung und strenge Disziplin geprägt war. Die Mehrheit der Freiwilligen rekrutierte sich aus akademisch gebildeten Jugendlichen der griechischen Diaspora im Schwarzmeerraum. Die Truppenstärke belief sich anfangs auf rund 500 Mann, expandierte im Verlauf jedoch auf bis zu 2000 Soldaten. Unter der Führung des ersten Befehlshabers G. Kantakouzinos und seines Stellvertreters Athanasios Tsakalov, einem Mitbegründer der Filiki Eteria, etablierte sich die Einheit als organisatorisches Vorbild.

## Revolutionärer Feldzug

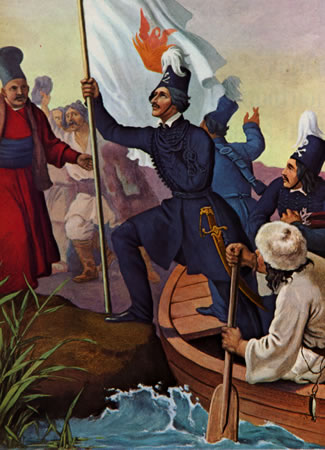
Alexander Ypsilantis überquert den Pruth, von Peter von Hess, Benaki-Museum, Athen. Ypsilantis trägt die Uniform der Heiligen Schar.

Der erste Aufstand brach in den Donaufürstentümern unter der Führung der geheimen revolutionären Organisation Filiki Eteria aus. Am 22. Februar 1821 führte Alexander Ypsilantis eine Einheit von rund 500 griechischen Freiwilligen, die er in Anlehnung an die antike „Heilige Schar von Theben“ als „Ieros Lochos“ (Heilige Schar) bezeichnete, in Iași, der Hauptstadt Moldaus, ein. Er gab vor, die Unterstützung einer Großmacht (mutmaßlich Russland) zu besitzen, in der Hoffnung auf die Protektion des orthodoxen Zaren Alexander I. Doch dieser, gebunden an die Beschlüsse des Wiener Kongresses, verurteilte den Aufstand öffentlich und entzog Ypsilantis sämtliche militärische Titel. Enttäuscht zog Ypsilantis nach Bukarest, musste jedoch erkennen, dass die orthodoxen Donaufürstentümer (Moldau & Walachei) trotz religiöser Verbundenheit nicht hinter ihm standen – stattdessen strebten sie nach rumänischer Eigenstaatlichkeit.
Die Osmanen, bestärkt durch die russische Distanzierung, entsandten eine 30.000 Mann starke Armee über die Donau, um die Heilige Schar zu stellen. In dieser kritischen Phase unterlief Ypsilantis ein strategischer Fehler: Anstatt nach Brăila auszuweichen (wo osmanische Truppen laut Vertrag kein Aufmarschrecht hatten und der Zar möglicherweise stillschweigend geduldet hätte), zog er sich nach Iași zurück. Seine zahlenmäßig unterlegene Truppe erlitt in der Folge mehrere Niederlagen gegen die osmanische Übermacht.

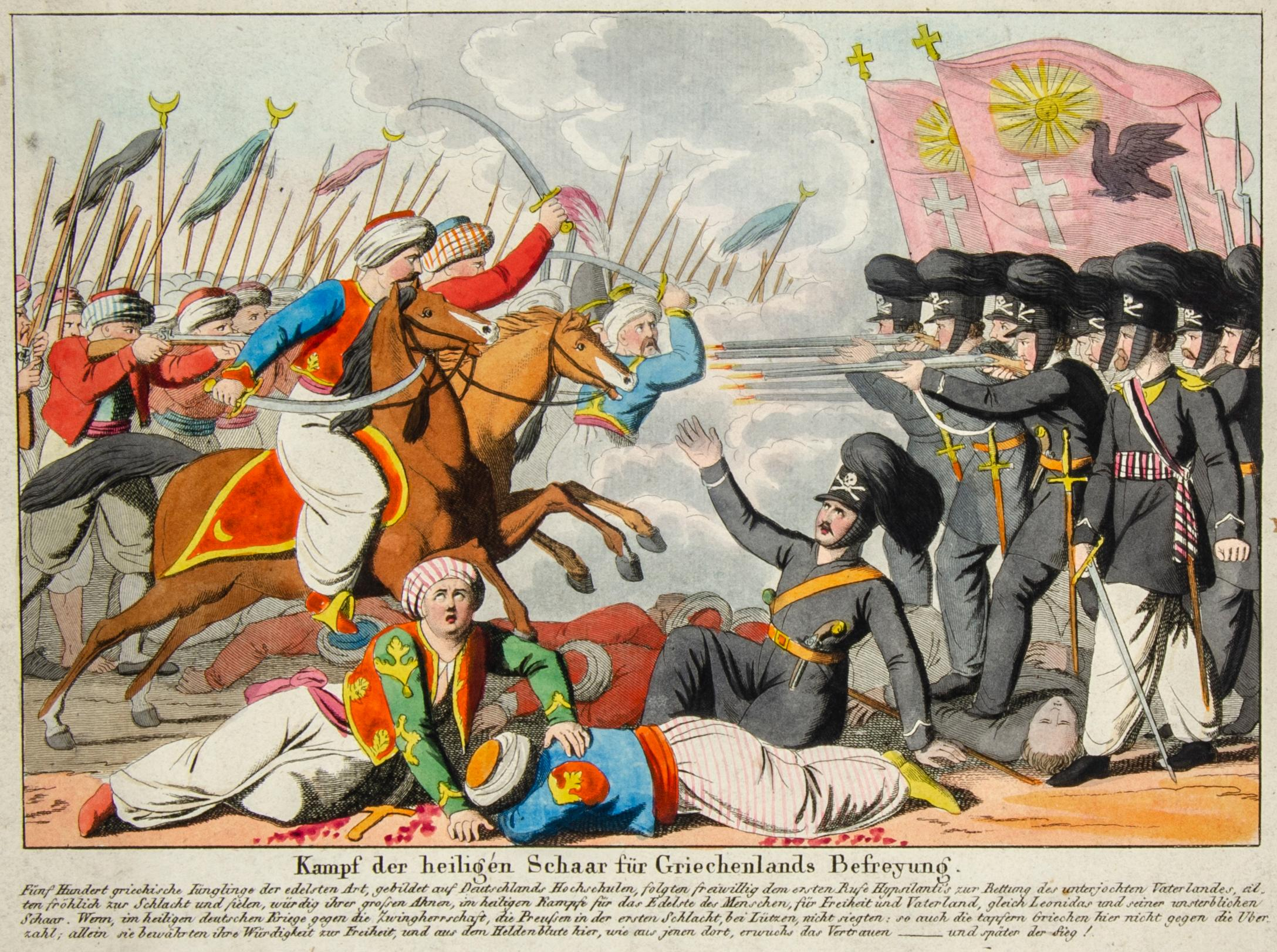
„Kampf der heiligen Schaar für Griechenlands Befreyung“ (Friedrich Campe); Schlacht von Drăgășani

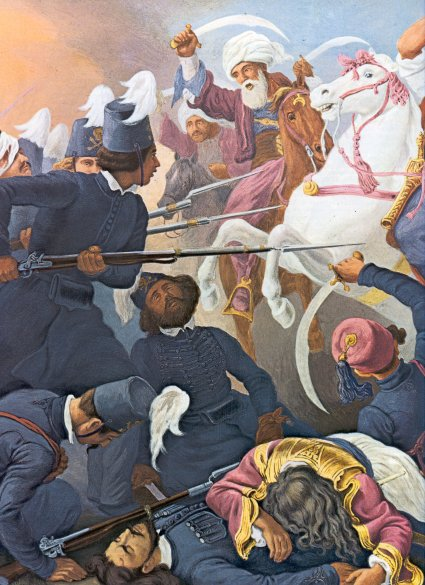
Die Heilige Schar in der Schlacht von Drăgășani; Werk von Peter von Hess

Am 12. Mai 1821 erlitten die Aufständischen in Galați schwere Verluste durch vorrückende osmanische Truppen. Daraufhin begann Tudor Vladimirescu Verhandlungen mit den Osmanen, was zu seiner Ermordung durch Anhänger Ypsilantis’ führte.  Zwar konnte die Heilige Schar am 19. Juni einen türkischen Angriff bei Târgoviște abwehren, doch bereits kurz darauf erlitt sie in der Schlacht von Drăgășani eine verheerende Niederlage. Während dieser Schlacht kamen zweihundert von ihnen ums Leben, als „die Türken so heftig gegen diesen Trupp vorgingen, dass er in wenigen Augenblicken vernichtet war“. Nach der Niederlage zog sich Ypsilantis mit den Resten seines Heeres nach Rimnicul (Râmnicu) zurück, wo seine Armee aufgelöst wurde, weil „die Bulgaren und Albaner ihn zu sehr verhöhnten und öffentlich behaupteten, er habe sie mit falschen Vorhersagen getäuscht“. Eine dieser Aussagen nach der Schlacht von Drăgășani war: „Die Zeit ist nahe, in der eure Namen verewigt werden.“
Das Scheitern des Aufstands war maßgeblich auf zwei Faktoren zurückzuführen: Zum einen fehlte der Heiligen Schar die entscheidende Unterstützung einer Großmacht – insbesondere die ausbleibende Rückendeckung Russlands entzog dem Unternehmen bereits in der Anfangsphase jede realpolitische Grundlage. Zum anderen unterschätzte Ypsilantis die Rolle der moldauischen und walachischen Landbevölkerung, deren fehlende Einbindung die Bewegung politisch isolierte. Diese strategische Fehleinschätzung führte letztlich zum Bruch mit Tudor Vladimirescu, der die mangelnde Legitimität des Vorhabens erkannte und sich abwandte, was den Zusammenbruch der Allianz besiegelte.

## Folgen
Statt des geplanten Rückzugs nach Griechenland floh Ypsilantis nach Norden. Doch nach vier Monaten erfolgloser Mobilisierungsversuche brach der Aufstand zusammen, ohne je entscheidenden Einfluss auf die späteren Erfolge der Griechischen Revolution zu nehmen.
Ypsilantis floh vor seinen zerfallenden Truppen Richtung Österreich, wurde jedoch am 27. Juni an der Grenze von österreichischen Soldaten festgenommen und zunächst in der Burg Munkatsch inhaftiert. Später verlegte man ihn in die Festung Theresienstadt (Terezín). Am 22. November 1827 aus gesundheitlichen Gründen entlassen, starb Ypsilantis im Januar 1828 in einem Wiener Gasthaus („Zur goldenen Birne“) an den Folgen einer Herzbeutelentzündung.

## Andenken

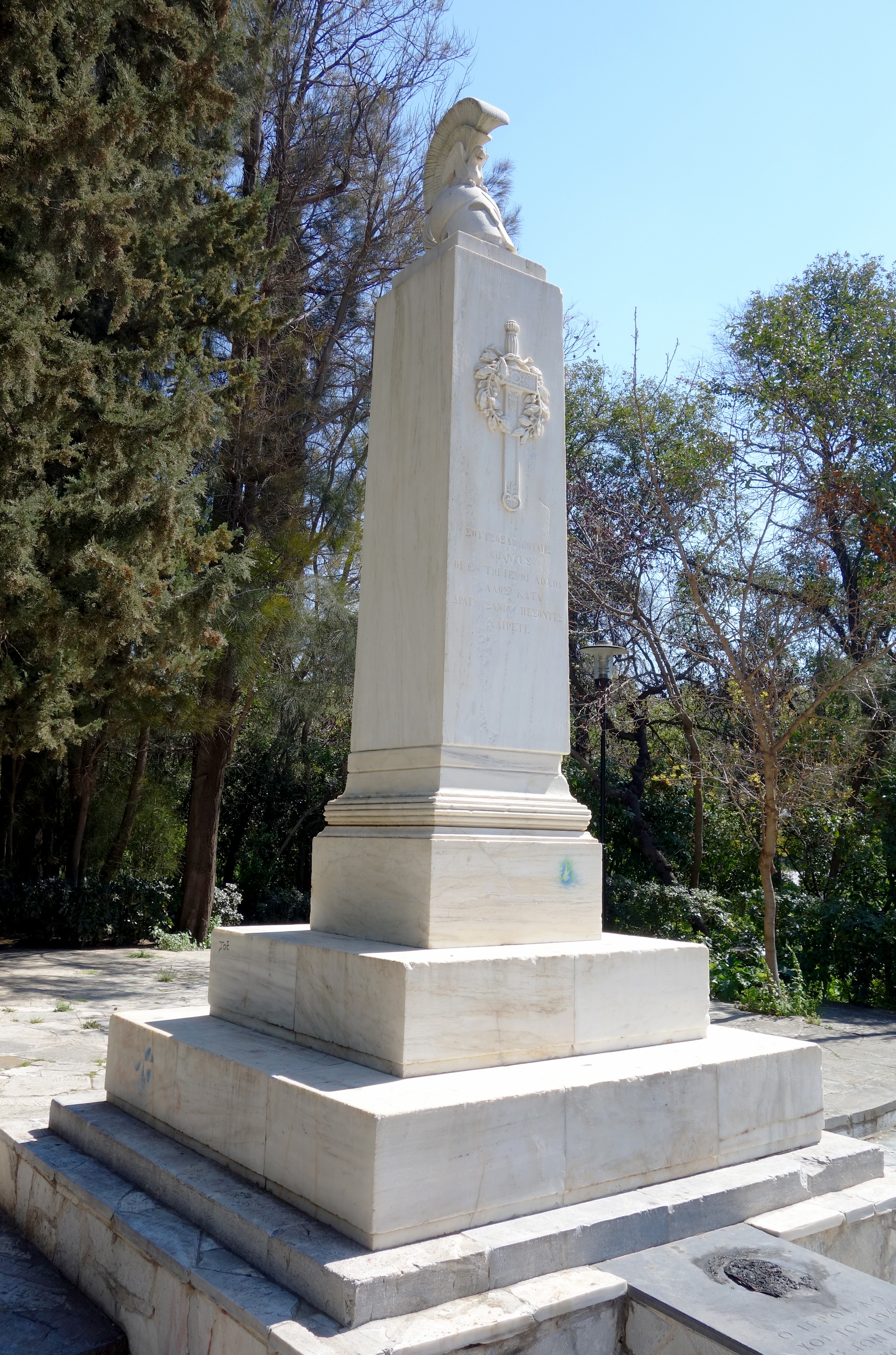
Denkmal der Heiligen Schar in Pedion tou Areos von Stamatios Kleanthis

Die Schriftstellerin Friederike Brun thematisierte die Heilige Schar in ihren Werken. Im Jahr 2021 veranstaltete die griechische Gemeinschaft in Melbourne ein Reenactment zu Ehren der Einheit. Am 19. März 2016 fand in Drăgășani eine Gedenkveranstaltung für die Gefallenen der Schar statt.
Die Society for Hellenism and Philhellenism bewahrt eine Tabakpfeife aus den 1820er Jahren auf, die in Deutschland gefertigt wurde und Alexander Ypsilantis zusammen mit Mitgliedern der Heiligen Schar darstellt.